# 경제적 잉여

수요공급곡선과 경제적 잉여

경제적 잉여(Economic surplus)란 경제학에서 쓰이는 양적 개념이다. 소비자 잉여와 생산자 잉여, 정부 잉여 등이 있다.  소비자 잉여는 소비자의 이득을 말하며,  생산자 잉여는 생산자의 이익을 말한다.

## 개관
표준적인 수요공급곡선그림에서 소비자 잉여(CS)는 가격선과 수요곡선 사이에서 위쪽 삼각형 부분이다(오른 쪽 그림 참조, 붉은 색 부분).  반대로 생산자 잉여(PS)는 가격선과 생산곡선 사이에서 아래쪽 삼각형이다(푸른 색 부분).  만일 정부가 세금이나 보조금 등으로 시장에 개입하면,  수요공급그래프는 약간 더 복잡해지고 정부 잉여부분까지 나타내 줄 것이다.  이 세 개의 잉여를 합한 것을 사회 잉여(social surplus) 또는 총 잉여(total surplus)라고 부른다.  총 잉여는 후생경제학에서 특정 정책의 효율성을 평가할 때 사용하는 수단이 된다.
경제생활에서 흥정의 기본 기술은 실제보다 잉여의 양을 적게 보이도록 하는 것이다.  즉, 판매자는 이익이 별로 남지 않는다고 할 것이고, 구매자는 구입하기 위해 얼마나 애를 써야하는지 열심히 설명한다.
마르크스경제학에서 '잉여(surplus)'라는 개념은 초과 가치(surplus value) 또는 초과노동(surplus labor)을 뜻하기도 한다.

## 소비자잉여
소비자가 구입하려는 재화의 양에 대해 기꺼이 지불하려는 가격(=reservation price)과 실제 지불한 가격사이의 차이를 나타낸다. 그가 최대의 가격을 지불하(고 싶은)는 것은 첫 번째 물건을 구입할 때,  두 번째로 물건을 구입할 때는 약간 낮은 금액을 지불할(하고 싶을)것이고,  이런 식으로 계속 따져나간다면 소비자가 지불하고 싶은 금액은 구매의 양이 늘어갈수록 점점 더 낮아질 것이다.   따라서 개별소비자의 수요곡선은 그래프상에서 오른쪽으로 하향하는 모습을 취한다.   한 사람의 소비자만이라면 수요곡선은 계단형태의 모습이겠지만, 무수히 많은 소비자의 총수요곡선이라면 완만한 곡선의 형태를 취한다.   즉 개별수요곡선이든  총수요곡선이든 수량(quantity)을 X축에, 가격(price)을 Y축에 둔 그래프에서 우측으로 하향한다 (위 그림 참조).
개별소비자잉여(individual consumer surplus)는 수요곡선 아래,  수평으로 그린 가격선의 위의 면적과 같다.   개별 소비자잉여를 모두 합한 것을 총소비자잉여 (total consumer surplus)라고 한다.   개별수요곡선을 더하면 그래프로 나타낼 수 있다.   총소비자잉여 역시 수요곡선아래, 가격선 위의 면적으로 구할 수 있다 (붉은 색으로 칠해진 부분) .
- 잉여의 계산

수요곡선이 직선인 경우, 소비자 잉여(CS)를 구하는 수학식을 이용하여 간단하게 표현할 수 있다.
{\displaystyle CS={\frac {1}{2}}Q_{mkt}\left({P_{max}-P_{mkt}}\right)}
Pmkt는 균형가격,  Qmkt는 균형가격하에서 구매량(또는 판매량),  Pmax는 구매하는 사람이 전혀 없는 최고가격(즉, 수요곡선상에서 그래프의 Y축인 가격부분에 닿는 지점, 거래량은 제로)을 의미한다.
일반적인 수요함수에 대해서 소비자잉여는 다음과 같은 정적분식으로 구할 수 있다.
{\displaystyle CS=\int _{P_{mkt}}^{P_{max}}D(P)\,dP}

## 생산자잉여
재화의 구매자가 재화에 대해 실제로 지불한 가격보다 더 많이 지불할 의사가 있는 것과 같이 재화의 판매자도 그들이 실제로 받은 가격보다 더 낮은 가격에 그것을 판매할 의사가 있다.  그러므로 수요곡선과 소비자잉여에 거의 정확하게 대응되는 공급곡선과 생산자잉여를 구할 수 있다.  공급곡선은 우상향(右上向)한다.
개별생산자잉여(individual producer surplus)는 재화를 판매함으로써 판매자가 얻는 순이익이다.  이는 실제 받은 금액과 생산(또는 구입)에 들어간 비용의 차액과 같다.  총생산자잉여(total producer surplus)는 각 개별 생산자들의 잉여의 합이다.  흔히 경제학에서 생산자잉여라고 할 때는 개별생산자잉여와 총생산자잉여를 구분하지 않고 쓸 때가 많다.  소비자잉여의 경우에도 마찬가지다
적은 수의 생산자만 존재하는 경우에는 생산자의 공급곡선이 계단형태를 취하지만,  많은 생산자가 존재하는 상황이라면 부드러운 곡선 모양을 할 것이다(위 그림참조).  개별생산자 잉여든 총생산자잉여든 공급곡선의 위, 가격선 아래의 면적과 같다.   위 그림에서 푸른 색으로 칠해진 부분이다.  생산자 잉여를 구하는 공식역시 소비자잉여를 구하는 것과 동일한 방법으로 구할 수 있다.

## 같이 보기
- 잉여경제학 (en)
- 후생경제학
- 사중손실